# Линсе, Йоханнес
Йоханнес Линсе (нидерл. Johannes Linse; 30 марта 1875, Роттердам, Южная Голландия — 12 июля 1930, Гаага) — голландский живописец, рисовальщик и акварелист.

## Биография
Уроженец Роттердама. С 1888 по 1892 год учился в Академии художеств родного города. В дальнейшем продолжил своё образование в Королевской академии художеств в Гааге, куда переехал в 1906 году
Линсе жил и работал в Роттердаме до 1906 года, в Гааге до 1927 года, затем два года (1927—1929) в Вассенаре, и снова в Гааге.
Йоханнес Линсе был разносторонним художником, который в значительной степени ориентировался на вкусу своих заказчиков. Он создавал портреты, пейзажи, жанровые сцены, рекламные постеры, настенные росписи (для одного из крупных гаагских театров, Koninklijke Schouwburg) и эскизы витражей для главного зала универмага Bijenkorf в том же городе.
Одной из наиболее интересных работ Йоханнеса Линсе является портрет князя Феликса Юсупова, выполненный им, вероятно, в начале 1920-х годов. В то время Юсупов устраивал в западных странах благотворительные костюмированные балы в русском стиле, который в свою очередь отсылали к знаменитому Костюмированному балу 1903 года в Санкт-Петербурге. Портрет, на котором Юсупов изображен в старинном боярском костюме, был продан на аукционе «Кристис» в 2007 году за 150 000 долларов (при эстимейте в 60 — 80 000), в настоящее время находится в частной коллекции.

## Галерея

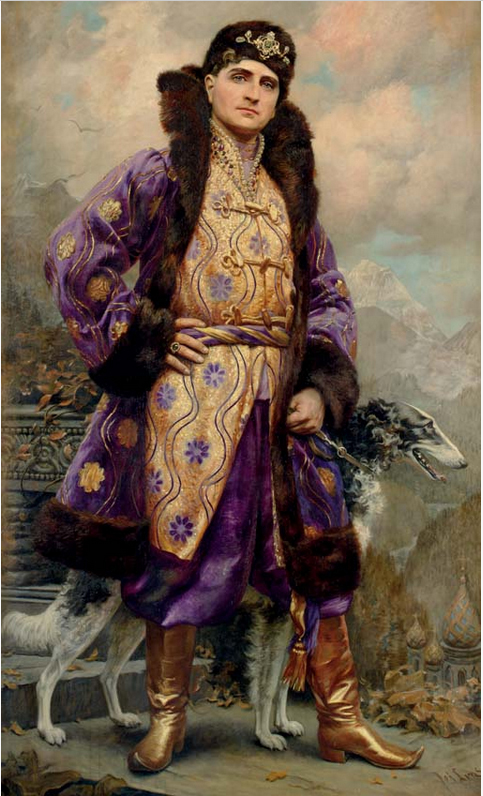
Портрет Феликса Юсупова, 1920-е, частная коллекция.
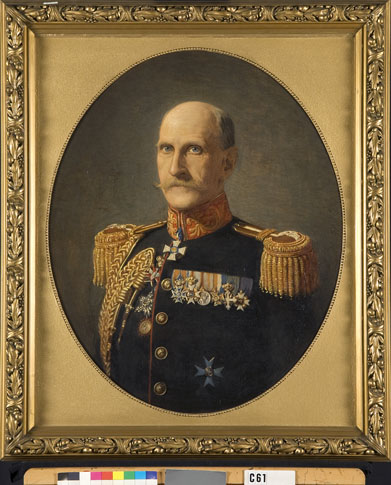
Портрет голландского генерал-лейтенанта Яна Виллема Питера ван Хогстратена (1860 — ок. 1840)
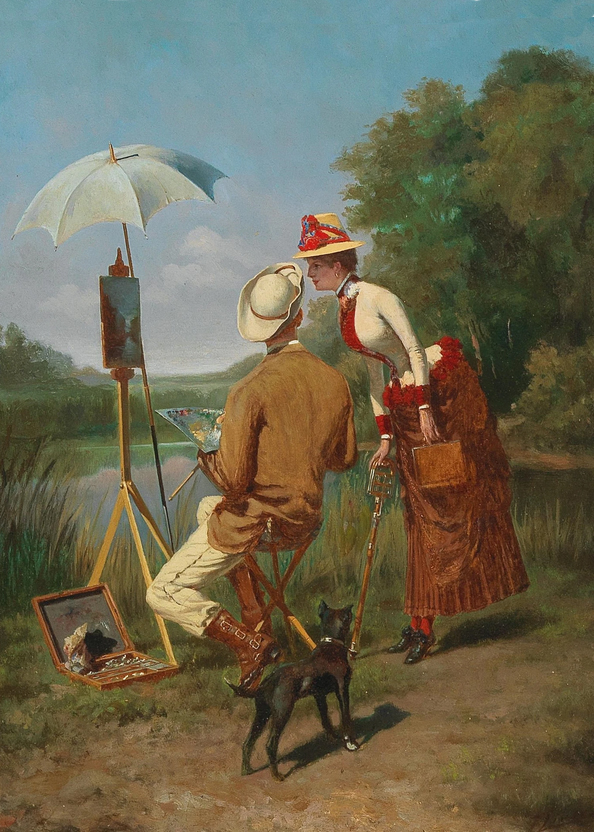
Художник и зрительница
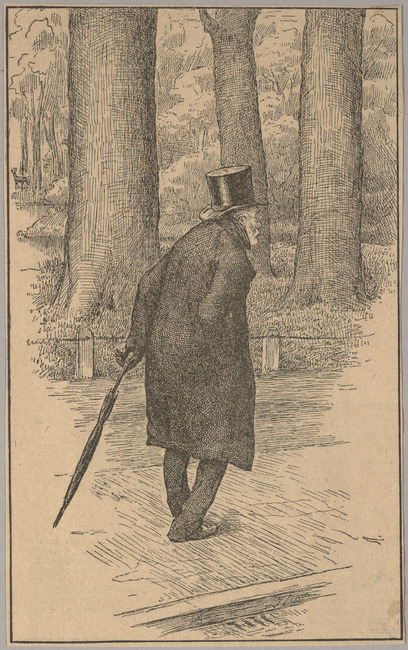
Художник Йозеф Израэлс (1824—1911) во время послеобеденной прогулки.
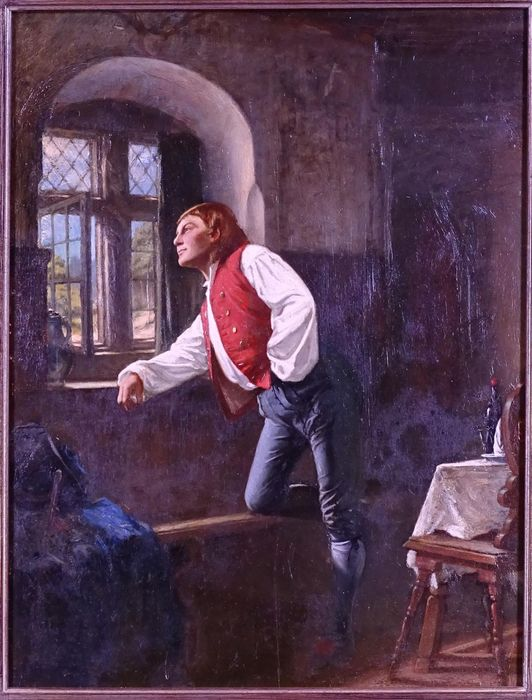
Портрет неизвестного (жанровая сцена?).
Рекламный плакат выставки «Воспитание детей», проходившей в 1908 году в Гааге.